# Juan Cuevas
Juan Ezequiel Cuevas (ur. 4 czerwca 1988 w Coronel Pringles) – argentyński piłkarz z obywatelstwem meksykańskim występujący na pozycji ofensywnego pomocnika, od 2024 roku zawodnik San Martín Tucumán.

## Kariera klubowa
Cuevas pochodzi z miasta Coronel Pringles w prowincji Buenos Aires i jest wychowankiem tamtejszego amatorskiego klubu Almaceneros de Coronel Pringles. W późniejszym czasie przeniósł się do akademii juniorskiej występującego w najwyższej klasie rozgrywkowej klubu Gimnasia y Esgrima La Plata, do którego pierwszej drużyny został włączony jako siedemnastolatek przez szkoleniowca Pedro Troglio. W argentyńskiej Primera División zadebiutował 6 maja 2006 w wygranym 3:2 spotkaniu z Newell's Old Boys, zaś premierowego gola w pierwszej lidze strzelił 16 lutego 2008 w wygranej 2:0 konfrontacji z Rosario Central. Niedługo potem, za kadencji trenera Leonardo Madelóna, zaczął regularnie (choć głównie jako rezerwowy) pojawiać się na ligowych boiskach. Ogółem barwy Gimnasii reprezentował przez cztery i pół roku, nie odnosząc jednak żadnych sukcesów zarówno na arenie krajowej, jak i międzynarodowej.
Latem 2010 Cuevas za sumę 900 tysięcy dolarów przeniósł się do ówczesnego mistrza Meksyku – ekipy Deportivo Toluca. W meksykańskiej Primera División zadebiutował 1 sierpnia 2010 w zremisowanym 1:1 meczu z Pachucą, zaś ogółem w barwach Toluki spędził nieudane pół roku; nie odniósł żadnego osiągnięcia, będąc wyłącznie rezerwowym dla klubowej legendy – Sinhi. Nie potrafiąc wygrać rywalizacji o miejsce w składzie, w styczniu 2011 odszedł do niżej notowanego San Luis FC z miasta San Luis Potosí, gdzie również grał przez sześć miesięcy ze średnim skutkiem, 2 kwietnia 2013 w przegranym 2:3 pojedynku z Querétaro strzelając pierwszego gola w lidze meksykańskiej, po czym na zasadzie rocznego wypożyczenia zasilił klub Atlante FC z siedzibą w Cancún. Tam z kolei miał pewne miejsce w wyjściowym składzie, tworząc błyskotliwy duet ofensywnych pomocników z Osvaldo Martínezem, po czym został wypożyczony na pół roku do swojej macierzystej drużyny Gimnasia y Esgrima La Plata, grającej już w drugiej lidze argentyńskiej.
W styczniu 2013 Cuevas powrócił do San Luis, w którego barwach grał jeszcze przez sześć miesięcy ze zmiennym szczęściem, po czym klub został rozwiązany, a on sam podpisał umowę z drugoligowym zespołem Estudiantes Tecos z siedzibą w Guadalajarze. W wiosennym sezonie Clausura 2014, mając niepodważalną pozycję w formacji ofensywnej, triumfował z nim w rozgrywkach Ascenso MX, jednak wobec porażki w decydującym dwumeczu barażowym sukces ten nie zaowocował awansem na pierwszy szczebel rozgrywek. Bezpośrednio po tym wraz z resztą zespołu przeniósł się do nowo założonego klubu Mineros de Zacatecas, któremu władze Tecos sprzedały swoją licencję. Barwy Mineros reprezentował przez półtora roku, bezskutecznie walcząc o promocję do pierwszej ligi, lecz równocześnie był jednym z czołowych strzelców i zawodników drugiej ligi meksykańskiej, w międzyczasie przyjmując meksykańskie obywatelstwo w wyniku kilkuletniego zamieszkania w tym kraju.
Wiosną 2016 Cuevas został graczem występującego na pierwszym szczeblu Club León, w ramach współpracy między obydwoma zespołami (Mineros i León posiadały wspólnego właściciela – Grupo Pachuca).
| Sezon     | Klub                        | Kraj      | Rozgrywki          | Mecze | Bramki |
| --------- | --------------------------- | --------- | ------------------ | ----- | ------ |
| 2005/2006 | Gimnasia y Esgrima La Plata | Argentyna | Primera División   | 2     | 0      |
| 2006/2007 | Gimnasia y Esgrima La Plata | Argentyna | Primera División   | 15    | 0      |
| 2007/2008 | Gimnasia y Esgrima La Plata | Argentyna | Primera División   | 23    | 3      |
| 2008/2009 | Gimnasia y Esgrima La Plata | Argentyna | Primera División   | 31    | 4      |
| 2009/2010 | Gimnasia y Esgrima La Plata | Argentyna | Primera División   | 24    | 3      |
| 2010/2011 | Deportivo Toluca            | Meksyk    | Liga MX            | 15    | 0      |
| 2010/2011 | San Luis FC                 | Meksyk    | Liga MX            | 12    | 1      |
| 2011/2012 | Atlante FC                  | Meksyk    | Liga MX            | 30    | 5      |
| 2012/2013 | Gimnasia y Esgrima La Plata | Argentyna | Primera B Nacional | 13    | 0      |
| 2012/2013 | San Luis FC                 | Meksyk    | Liga MX            | 14    | 2      |
| 2013/2014 | Estudiantes Tecos           | Meksyk    | Ascenso MX         | 32    | 9      |
| 2014/2015 | Mineros de Zacatecas        | Meksyk    | Ascenso MX         | 29    | 14     |
| 2015/2016 | Mineros de Zacatecas        | Meksyk    | Ascenso MX         | 19    | 11     |
| 2015/2016 | Club León                   | Meksyk    | Liga MX            | 20    | 0      |
| 2016/2017 | Club León                   | Meksyk    | Liga MX            |       |        |